# Ankerstraße 1a (Magdeburg)

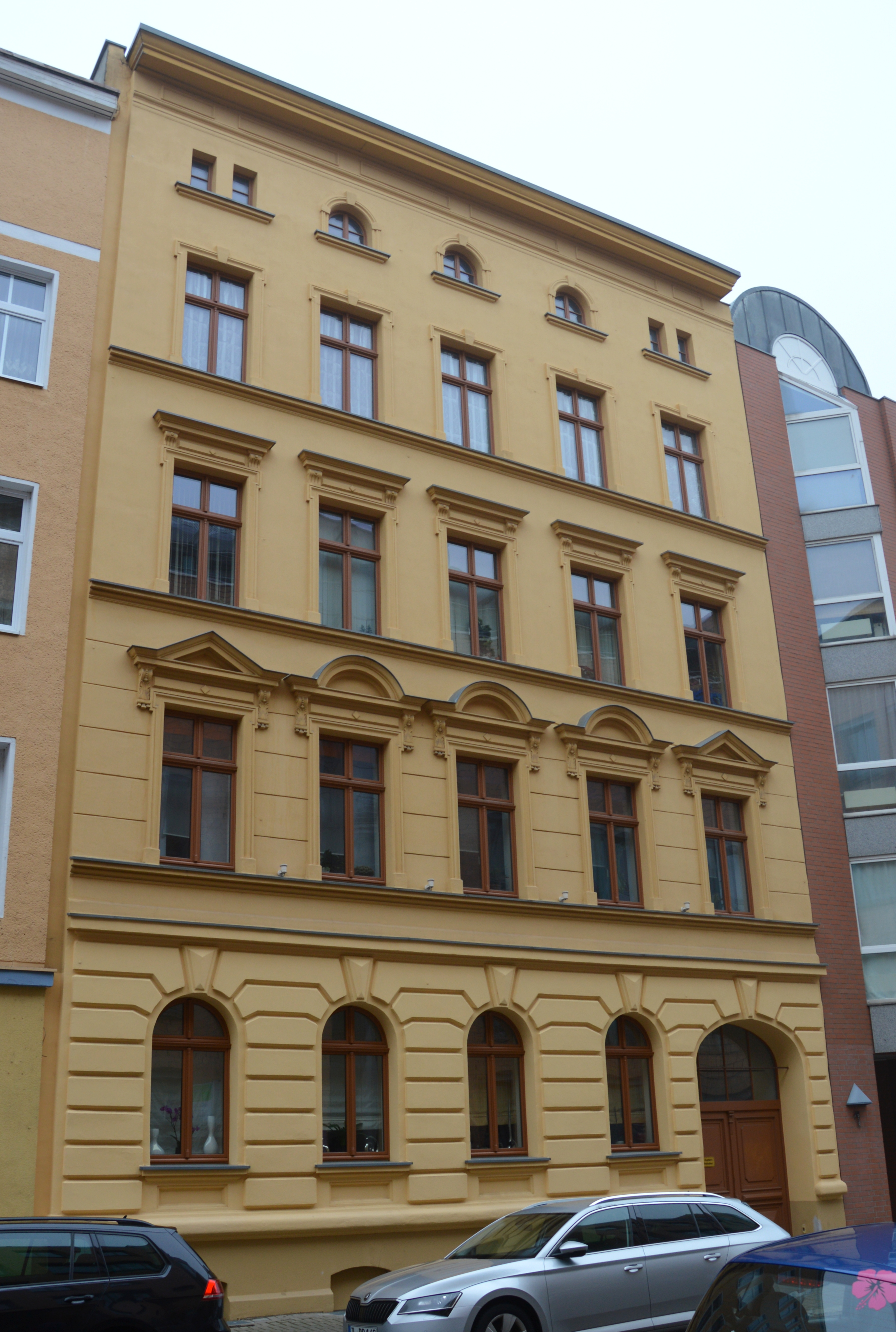
Haus Ankerstraße 1a

Das Gebäude Ankerstraße 1a ist ein denkmalgeschütztes Wohnhaus in Magdeburg in Sachsen-Anhalt.

## Lage
Das Gebäude befindet sich auf der Nordseite der Ankerstraße im Magdeburger Stadtteil Neue Neustadt.

## Architektur und Geschichte
Der viereinhalbgeschossige Bau entstand im späten 19. Jahrhundert im Stil der Neorenaissance. Die an ein Palazzo erinnernde Fassade des verputzten Hauses ist im Erdgeschoss mit einer Rustizierung versehen. Die Fensteröffnungen sind im Erdgeschoss als Rundbögen ausgeführt, in der Beletage sind die Fenster mit aufwändig gestalteten Verdachungen versehen. Das Haus verfügt über ein Mezzaningeschoss, dessen kleine Fenster zum Teil als Rundbögen gestaltet sind. Im Erdgeschoss befindet sich eine Tordurchfahrt.
Das Gebäude gilt als Zeugnis für die Bebauung des Stadtteils in der Hochgründerzeit und damit als relevant für die Architektur- und Stadtbaugeschichte. Außerdem gilt es als Teil des gründerzeitlichen Straßenzugs als städtebaulich bedeutsam.
Im örtlichen Denkmalverzeichnis ist das Gebäude unter der Erfassungsnummer 094 71434 als Wohnhaus verzeichnet.